# Вениамин (патриарх Константинопольский)
Патриа́рх Вениами́н (греч. Πατριάρχης Βενιαμίν, в миру Вениамин Псома́с-Кириаку́, греч. Βενιαμίν Ψωμάς Κυριακού; 18 января 1871, Эдремит — 17 февраля 1946, Стамбул) — епископ Константинопольской православной церкви, Патриарх Константинопольский с 18 февраля 1936 года до своей кончины.

## Биография
В 1888 году митрополитом Эфесским Агафангелом был рукоположён в сан диакона. В 1896 году окончил богословское училище на Халки и был назначен иерокириксом (проповедником) в Магнисийскую митрополию и инспектором училищ.
27 июня 1899 года назначен третьим Патриаршим диаконом; 16 ноября 1903 года становится вторым Патриаршим диаконом, а 11 мая 1905 года — великим архидиаконом.
В 1908 году рукоположён в сан священника Патриархом Константинопольским Иоакимом III и назначен им на должность великого протосинкелла.
30 января 1912 года в Патриаршем храма святого Георгия на Фанаре хиротонисан в сан епископа Родосского с возведением в сан митрополита. Хиротонию совершили: Патриарх Иоаким III, митрополит Митилинский Кирилл (Мумдзис), митрополит Дидимотихский Филарет (Вафидис), митрополит Самский Константин (Вундзалидис), митрополит Силиврийский Дионисий (Ставридис), митрополит Визиийский Анфим (Саридис), митрополит Лемносский Геннадий (Алексиадис), митрополит Дебарский Парфений (Голиас), митрополит Халдийский Лаврентий (Пападопулос) и митрополит Кринский Феоклит (Элевтериу).
11 июня 1913 года назначен митрополитом Силиврийским, но 10 сентября того же года назначен митрополитом Филиппопольским (Пловдивским). Проживал при этом в Стамбуле.
21 июля 1925 назначен митрополитом Никейским, став последним Никейским митрополитом до упразднения кафедры.
21 октября 1933 года назначен митрополитом Ираклийским.
По смерти Патриарха Фотия II наиболее вероятным кандидатом считался митрополит Халкидонский Максим (Вапордзис), но был избран митрополит Вениамин.
В апреле 1940 года Синод под его председательством по жалобе епископа Гродненского Саввы (Советова) на самоуправство архиепископа Серафима (Ляде) (Русская православная церковь заграницей), временно возглавившего автокефальную Церковь в Генерал-губернаторстве, признал законным главой Православной церкви на территории Генерал-губернаторства митрополита Дионисия Валединского (отстраненного от управления германскими властями), а передачу управления Церковью архиепископу Серафиму неправомерной.
В 1942 году отказался признать созданную властями Независимого государства Хорватия автокефальную Хорватскую Православную Церковь.
Несмотря на усилия германского правительства, сразу же по избрании в Москве митрополита Сергия (Страгородского) на патриарший престол признал избрание и в декабре 1943 года направил патриарху Сергию приветственную грамоту. 
В его патриаршество, 12 апреля 1937 года, была признана автокефалия Албанской Церкви; 22 февраля 1945 года — Болгарской Церкви (см. греко-болгарская схизма).